# Gyrinus brinki
Gyrinus brinki là một loài bọ cánh cứng trong họ van Gyrinidae. Loài này được Ali & Jasim miêu tả khoa học năm 1989.